# Robert Le Cron
Robert Le Cron (USA, 1880. – ?) Európa-bajnok brit jégkorongozó.
Részt vett az első jégkorong-Európa-bajnokságon, az 1910-esen, ahol aranyérmes lett a brit válogatottal.
Klubcsapata a Princes Ice Hockey Club volt.